# Орлівська сільська рада (Ясинуватський район)
| Орлівська сільська рада — колишній орган місцевого самоврядування в Ясинуватському районі Донецької області з адміністративним центром у c. Орлівка. Сільській раді підпорядковані населені пункти: - c. Орлівка - с. Бердичі - с-ще Ласточкине - с-ще Степове (колишнє Петрівське) - с. Семенівка - с. Тоненьке - с. Уманське - с. Яснобродівка |

## Склад ради
Рада складається з 16 депутатів та голови.

## Керівний склад сільської ради
| ПІБ                           | Основні відомості                                                         | Дата обрання | Дата звільнення |
| ----------------------------- | ------------------------------------------------------------------------- | ------------ | --------------- |
| Свиридов Олександр Сергійович | Сільський голова, 1960 року народження, освіта                            | 26.03.2006   | 31.10.2010      |
| Свиридов Олександр Сергійович | Сільський голова, 1960 року народження, освіта вища, член Партії регіонів | 31.10.2010   |                 |

Примітка: таблиця складена за даними джерела